# 171 a. C.
El año 171 a. C. fue un año del calendario romano prejuliano. En el Imperio romano, fue conocido como el año 583 Ab Urbe condita.

## Acontecimientos

### Grecia
- Epiro se une a Macedonia en la lucha de esta última contra Roma. Sin embargo, las ligas griegas permanecen neutrales.
- Gracias a los esfuerzos de Eumenes II de Pérgamo mientras está en Roma, los romanos declaran la guerra a Macedonia y envían tropas a Tesalia, comenzando así la tercera guerra macedónica. En la posterior Batalla de Calínico los macedonios, liderados por su rey, Perseo, vencen a la fuerza romana dirigida por el cónsul Publio Licinio Craso.

### Hispania romana
- Lucio Canuleyo, pretor de Hispania Ulterior.[1]
- Fundación de la colonia de Carteia por L. Canuleyo,[2] la primera colonia latina fuera de Italia.
- Los hispanos envían una embajada ante el Senado romano para quejarse del comportamiento de los gobernadores provinciales.
- L. Canuleyo dirige el proceso contra los pretores M. Titinio, Publio Furio Filo y Matieno.

## Fallecimientos
- Publio Cornelio Escipión Nasica (n. 227 a. C.), cónsul de la República romana en el 191 a. C.